# Витомир Долински
Витомир Долински (на македонска литературна норма: Витомир Долински) е поет, новинар и публицист от Северна Македония.

## Биография
Роден е на 16 юни 1961 година в стружкото село Ябланица, тогава във Федерална Югославия. Завършва Интердисциплинарни студии по новинарство в Скопския университет. От 1988 година Долински е постоянен дописник на Македонската радио-телевизия от Струга.